# Prace i dni
Prace i dni (gr. Ἔργα καὶ Ἡμέραι, Érga káj heméraj) – epos dydaktyczny zawierający zbiór rad o charakterze agrotechnicznym i filozoficznym napisany przez greckiego epika Hezjoda.

## Gatunek
Prace i dni należą do tzw. pisarstwa „pouczeń”. Jest to pierwszy tego gatunku utwór grecki, pojawiał się on za to wcześniej w literaturze Bliskiego Wschodu i Egiptu. Autorzy takich dzieł zwracali się zwykle do bliskich sobie, najczęściej młodszych osób, udzielając im serii negatywnych i pozytywnych rad dotyczących prowadzenia życia i uprawiania zawodu. Rady te – przyjmujące formę zwięzłych sentencji – dotyczyły nie tylko pracy, miały one na celu formowanie człowieka na podstawie starych doświadczeń i dawnej tradycji (działały tu starszeństwo oraz związane z nim mądrość i wiedza).

## Geneza
Impulsem do powstania utworu był niesprawiedliwie rozwiązany przez arystokratycznych sędziów („darów zjadaczy”) spór poety z jego bratem Persesem o podział ziemi.

## Tytuł
Tytuł utworu odnosi się jedynie do drugiej jego części, pierwsza bliższa jest Narodzinom bogów Hezjoda.
Elementem jednoczącym te fragmenty jest wspólny adresat – brat autora Perses.

## Streszczenie
- Inwokacja do Muz, pochwała Dzeusa.
- Wspomnienie o dwoistości Waśni – jedna z nich jest zła, podsyca walki, druga skłania do pracy poprzez pojawienie się uczucia zazdrości.
- Zwrot do Persesa, uczynienie go odbiorcą rad i wypomnienie tego, jak przekupił sędziów.
- Przywołanie opowieści o Prometeju, Epimeteju i Pandorze.
- Opowieść o wiekach (pokoleniach):
  - złoty – brak kłopotów i trosk, ucztowanie, urodzajna ziemia,
  - srebrny – długie dzieciństwo, krótki wiek dojrzały, niepokorność wobec bogów i nieskładanie ofiar,
  - brązowy – wojny, ludzie byli silni i ogromni, w końcu pozabijali się nawzajem,
  - ród mężów herosów – półbogowie, ród Edypa, wojna trojańska,
  - żelazny – najgorszy, w nim żyje autor; wysiłek, troska, udręka, brak czci dla rodziców, wojny, łamanie przysiąg, zaniknięcie wstydu, brak sumienia.
- Bajka o sokole skierowana do władców:

Bajkę teraz opowiem władcom, niech ją przemyślą,
jak to sokół przemawiał do barwnopiórego słowika,
niosąc wysoko go w chmurach, mocno ścisnąwszy szponami.
Ten zaś jęczał żałośnie przebity krzywymi szponami,
sokół zaś taką do niego wygłosił hardą przemowę:
„Nieszczęśniku, cóż jęczysz? Silniejszy od ciebie cię trzyma.
Pójdziesz, gdzie cię powiodę, i chociaż jesteś śpiewakiem,
zrobię z ciebie posiłek, gdy zechcę, albo i puszczę.
Bezrozumny, kto pragnie się przeciwstawiać silniejszym –
nie odniesie zwycięstwa, do hańby cierpienia dołączy”.
- Zestaw rad dla Persesa[1].

## Rok gospodarki[2]
| Miesiące               | Niebo | Pogoda                                                                          | Przyroda                                         | Prace na lądzie i morzu |
| ---------------------- | --- | ------------------------------------------------------------------------------- | ------------------------------------------------ | --- |
| maj                    | wschód Plejad (ok. 10 V) | słońce ostro grzeje                                                             | ślimaki wpełzają na drzewa, rosną liście figowca | rozpoczęcie żniw, rozpoczęcie żeglugi wiosennej, dość niebezpiecznej                                                                           |
| czerwiec/lipiec        | wschód Syriusza (ok. 10 VI), wschód Oriona (początek lipca) | ożywczo powiewa Zefir                                                           | zakwita oset, pojawiają się piewiki na kwiatach  | czas odpoczynku, obfitego posiłku, picia wina, młócka, gromadzenie i obliczanie zapasów, najmowanie służby, zwózka siana                       |
| sierpień/wrzesień      | 50 dni po przesileniu letnim, Syriusz świeci na dziennym niebie i przez większą część nocy, górowania Oriona przed wschodem słońca; Arktur pojawia się po zachodzie słońca | świeża bryza                                                                    | las nie atakowany przez robactwo, opadają liście | najlepsza pora dla żeglugi, wyrąb drzew, sporządzenie narzędzi i maszyn rolniczych, winobranie, suszenie gron, nastawianie wina na fermentację |
| październik/listopad   | przed wschodem słońca zachodzą Plejady, Hyady i Orion | nadchodzi zima, pora deszczów, zrywają się wiatry                               | odlot żurawi                                     | orka i siew, wyciąganie statków na ląd, usunięcie zatyczek dla swobodnego odpływu deszczówki, zabezpieczenie takielunku i osprzętu             |
| grudzień               | przesilenie zimowe |                                                                                 |                                                  | późny siew (zwiastuje marny - „niski” plon) |
| Lenajon (styczeń/luty) | długie noce, okres ten kończy równonoc wiosenna | silne podmuchy Boreasza, mrozy, ranki są mgliste, wieczory deszczowe i wietrzne |                                                  | |
| marzec                 | wschód Arktura o zmroku |                                                                                 | pojawiają się jaskółki                           | przycinanie winorośli |
| kwiecień               | Plejady niewidoczne |                                                                                 |                                                  | pod koniec okresu ostrzenie sierpów |

## Dni pomyślne i niepomyślne[3]
| Lp. | Rodzaj dnia          | Charakterystyka                                       |     | Prace |
| --- | -------------------- | ----------------------------------------------------- | --- | --- |
| 1   | pomyślny             | święty                                                |     | |
| 2   |                      |                                                       |     | |
| 3   |                      |                                                       |     | |
| 4   | pomyślny             | święty                                                | +   | należy unikać zmartwień – dzień składania ofiar wprowadzenie do domu małżonki rozpoczęcie budowy okrętu otwieranie beczek         |
| 5   | niepomyślny          | nieszczęśliwy (Erynie towarzyszyły Przysiędze)        |     | |
| 6   | pomyślny niepomyślny |                                                       | + - | kastrowanie kóz i owiec ogradzanie koszarów pasterskich narodziny chłopca szyderstwa, kłamstwa, pochlebstwa narodziny dziewczynki |
| 7   | pomyślny             | święty (urodziny Apollona)                            |     | |
| 8   | pomyślny             | roboczy, najlepszy                                    | +   | kastrowanie bydła i świń |
| 9   | pomyślny             | roboczy, święty, najlepszy                            | +   | uwalnia od trosk uprawa roli narodziny potomstwa obu płci                                                                         |
| 10  | pomyślny             |                                                       | +   | narodziny chłopca |
| 11  | pomyślny             | roboczy, wyśmienity                                   | +   | strzyża owiec żniwa kastrowanie mułów                                                                                             |
| 12  | pomyślny             | roboczy, wyśmienity, lepszy od jedenastego            | +   | strzyża owiec żniwa praca na krosnach (pająk snuje nić) trzebienie mułów                                                          |
| 13  | pomyślny niepomyślny |                                                       | + - | sadzenie rozpoczęcie siewu |
| 14  | pomyślny             | najświętszy                                           | +   | narodzenie dziewczynki oswajanie zwierząt domowych                                                                                |
| 15  | niepomyślny          | nieszczęśliwy (Erynie towarzyszyły Przysiędze)        |     | |
| 16  | pomyślny niepomyślny |                                                       | + - | narodziny chłopca sadzenie narodziny dziewczynki, zamążpójście                                                                    |
| 17  | pomyślny             |                                                       | +   | młócka wyrąb drewna |
| 18  |                      |                                                       |     | |
| 19  | pomyślny             | wieczorem korzystny                                   |     | |
| 20  | pomyślny             | o świcie najlepszy, wieczorem gorszy                  | +   | narodziny człowieka mądrego |
| 21  |                      |                                                       |     | |
| 22  |                      |                                                       |     | |
| 23  |                      |                                                       |     | |
| 24  | pomyślny             | najlepszy po dwudziestym (o świcie, wieczorem gorszy) | +   | należy unikać zmartwień – dzień składania ofiar                                                                                   |
| 25  | niepomyślny          | nieszczęśliwy (Erynie towarzyszyły Przysiędze)        |     | |
| 26  |                      |                                                       |     | |
| 27  |                      |                                                       |     | |
| 28  |                      |                                                       |     | |
| 29  | pomyślny             | świetny, choć niewielu ludzi o tym wie                | +   | otwieranie beczek zakładanie jarzma spuszczanie statku na morze                                                                   |
| 30  | pomyślny             |                                                       | +   | ocena pracy rozdział żywności |